# Dario Pieri
Dario Pieri (Florence, 1 september 1975) is een voormalig Italiaans wielrenner.

## Carrière
De Italiaan uit de Saeco-stal stond bekend om zijn kracht in de voorjaarsklassiekers.
Pieri kampte zijn hele wielercarrière met overgewicht, mede veroorzaakt door het feit dat hij zich in de winter niet aan zijn sportdieet hield. Hierdoor begon hij steevast aan het voorseizoen met enkele kilo's te veel.
Hij reed in 2003 op een Cannondale met geveerde voorvork de kasseiklassieker Parijs-Roubaix, iets wat zijn collega-renners met een mengeling van appreciatie en afgunst beoordeelden. Toch was een tweede plaats op de wielerbaan in Roubaix zijn deel. De Belg Peter Van Petegem klopte hem en Ekimov in een sprint.
In 2006 werd Pieri afgerekend op zijn constante overgewicht. In datzelfde jaar stopte hij als profwielrenner.

## Overwinningen
1996
- 2e etappe Triptyque Ardennaise
- Eindklassement Triptyque Ardennaise

1998
- 8e etappe Ronde van Langkawi
- 1e etappe Driedaagse van De Panne-Koksijde

1999
- 4e etappe Ronde van Slovenië

2002
- E3 Prijs Vlaanderen

## Resultaten in voornaamste wedstrijden
| Jaar | Ronde van Italië | Ronde van Frankrijk | Ronde van Spanje |
| ---- | ---------------- | ------------------- | ---------------- |
| 1997 |                  |                     | opgave           |
| 1998 |                  |                     |                  |
| 1999 | 81e              |                     |                  |
| 2000 | opgave           | opgave              |                  |
| 2001 |                  |                     | opgave           |
| 2002 |                  |                     | opgave           |
| 2003 | buiten tijd      |                     |                  |
| 2004 |                  |                     |                  |
| 2006 |                  |                     |                  |

| Jaar | Milaan-San Remo | Gent-Wevelgem | Ronde van Vlaanderen | Parijs-Roubaix | E3 Harelbeke | Dwars door Vlaanderen |
| ---- | --------------- | ------------- | -------------------- | -------------- | ------------ | --------------------- |
| 1997 |                 | 20e           |                      | 67e            |              |                       |
| 1998 | 23e             | 23e           |                      | 49e            | 7e           | 4e                    |
| 1999 | 23e             |               |                      |                |              |                       |
| 2000 |                 |               | ↑                    | 37e            |              |                       |
| 2001 | 17e             |               | 48e                  | 11e            |              |                       |
| 2002 | 23e             | 75e           |                      |                | ↑            | 17e                   |
| 2003 | 5e              |               | 15e                  | ↑              | 11e          |                       |
| 2004 | 144e            |               |                      | 70e            |              |                       |
| 2006 | 95e             |               |                      |                |              |                       |